# Leptonemella vicina
Leptonemella vicina is een rondwormensoort uit de familie van de Desmodoridae. De wetenschappelijke naam van de soort is voor het eerst geldig gepubliceerd in 2003 door Riemann, Thiermann & Bock.